# Campeonato Húngaro de Futebol
O Campeonato Húngaro de Futebol (Nemzeti Bajnokság em húngaro, que em português significa Campeonato Nacional) é o principal torneio de futebol da Hungria. É gerenciada pela Federação Húngara de Futebol.
O Campeonato Húngaro é disputado desde 1901 e atualmente é conta com 12 clubes, jogando entre si três vezes, uma em casa, outra fora, e a terceira partida é disputada no estádio onde a última partida não foi disputada.
No final da temporada, a equipe campeã entra na fase de qualificação para a UEFA Champions League, enquanto o vice-campeão e o terceiro classificado, juntamente com o vencedor da Copa da Hungria, entram nas pré-eliminatórias da UEFA Europa Conference League.
Os dois últimos clubes são rebaixados para o Nemzeti Bajnokság II, a segunda divisão.

## História

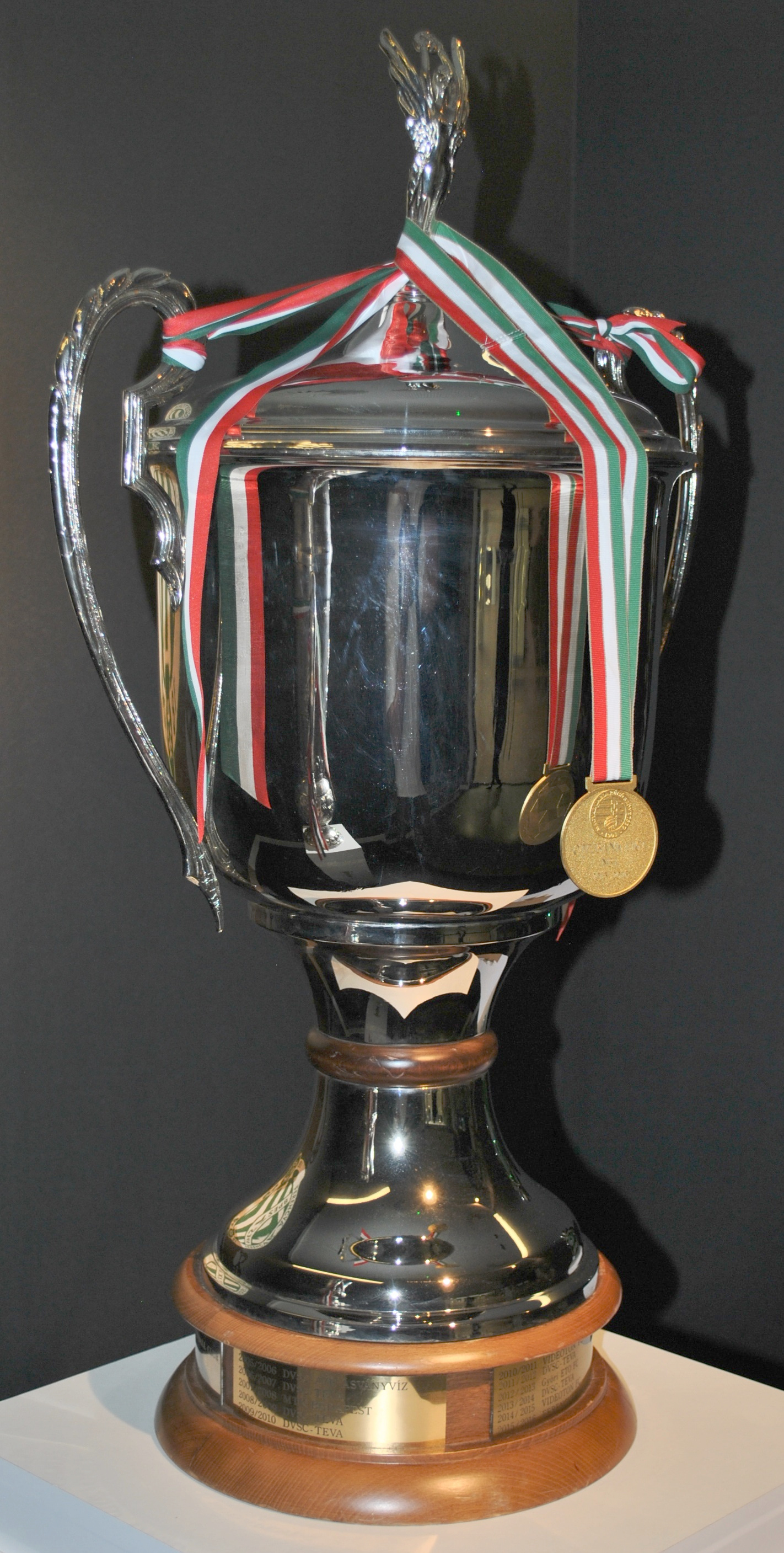
Troféu Nemzeti Bajnokság

O primeiro campeonato foi disputado em 1901 por Budapesti SC, Magyar Úszó Egylet, Ferencváros, Műegyetemi AFC e Budapesti TC, com este último sagrando-se campeão. Embora os dois primeiros campeonatos tenham sido vencidos pelo Budapesti TC, os outros títulos dessa década foram vencidos por Ferencváros e MTK Budapest.
Nas décadas de 1910 e 1920, seguiu-se a supremacia de Ferencváros e MTK no campeonato nacional, com o Ferencváros logrando um pentacampeonato e um tricampeonato, intercalados por um decacampeonato dos Azuis (um título antes da suspensão da liga por conta da Primeira Guerra Mundial e nove na volta do campeonato).
Nos anos 1930, a rivalidade entre Ferencváros e MTK foi expandida para outro clube: o Újpest FC da cidade de mesmo nome e que, à época, ainda não fazia parte de Budapeste. Uma das figuras mais emblemáticas do futebol húngaro dos anos 30 foi Gyula Zsengellér, do Újpest, que foi artilheiro do campeonato nacional por três vezes consecutivas nos anos 1930. Béla Sárosi, do Ferencváros, László Cseh do MTK Budapest e Zsengellér de Újpest foram a personificação da rivalidade dos três clubes de Budapeste, cujos confrontos eram chamados de Dérbi de Budapeste.
Na década de 1940, o Csepel conseguiu vencer seu primeiro título, que foi seguido por outros dois títulos em 1942 e 1943. A liga húngara não foi interrompida durante a Segunda Guerra Mundial. Devido à expansão dos territórios do país, novos clubes se juntaram à liga, como os times das cidades Nagyvárad e Kolozsvár (ambas atualmente parte da Romênia sob os nomes de Oradea e Cluj-Napoca, respectivamente). A segunda metade da década de 1940 foi dominada pelo Újpest que obteve um tricampeonato em 1945, 1946 e 1947.

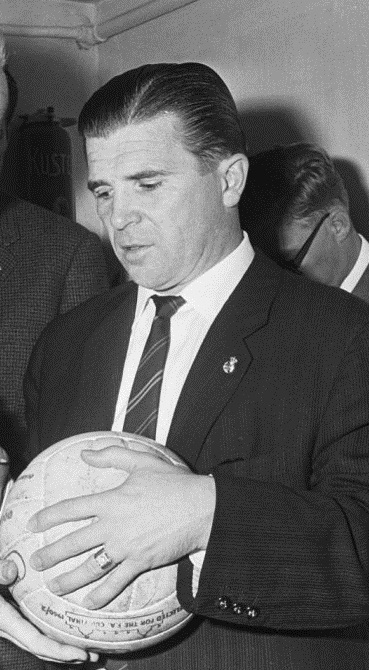
Ferenc Puskás marcou 352 gols em 341 jogos pelo Honvéd

Na década de 1950, o domínio de Ferencváros e MTK declinou frente a ascensão do Honvéd que contava com jogadores do calibre de Puskás, Bozsik, Czibor e Budai. Mais tarde, esses jogadores jogaram na final da Copa do Mundo de 1954. Nos anos 50, o Honvéd conseguiu faturou cinco campeonatos. No início desta década, os jogadores do Honvéd formavam a espinha dorsal do lendário Time de Ouro. Em 1956, o campeonato húngaro foi suspenso devido à Revolução Húngara daquele ano. A liga era liderada pelo Honvéd após 21 rodadas, mas o campeonato jamais foi finalizado. Na primeira temporada (1955-56) da Taça dos Clubes Campeões da Europa, o MTK Budapest chegou às quartas-de-final, enquanto na temporada de 1957-58 o Vasas chegou às semifinais da Taça dos Clubes Campeões Europeus.
O já citado Vasas ganhou seu primeiro título nacional na temporada 1956-57, mas foi nos anos 60 que alcançou seu apogeu, vencendo quatro títulos nesta década (1960/61, 1961/62, 1965 e 1966). O ano de 1963 marcou a primeira conquista de um clube fora da grande Budapeste (excetuando-se o Nagyvárad durante a Segunda Guerra Mundial). O responsável pela façanha foi o Győr.

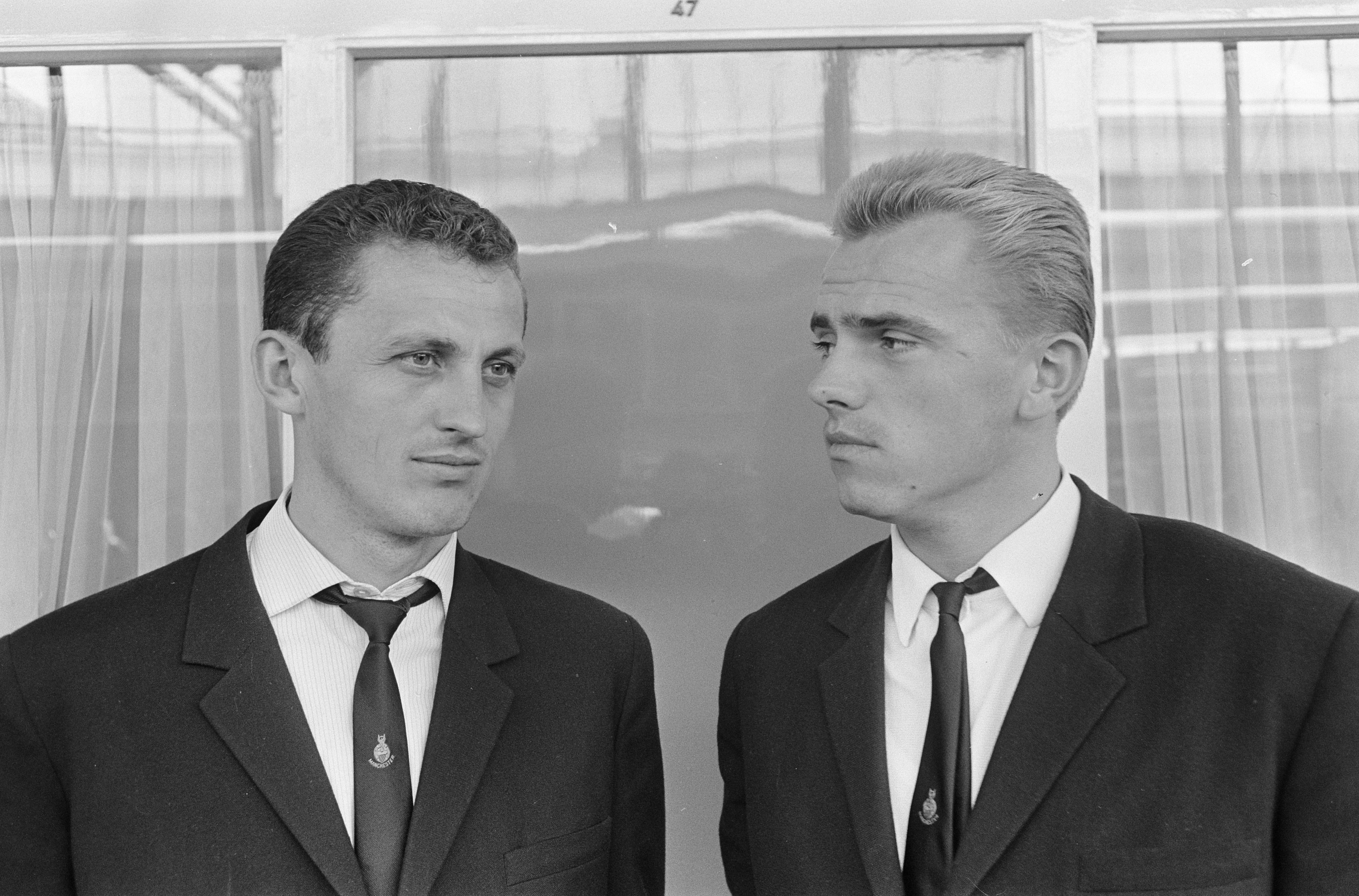
O legendário jogador do Ferencváros Albert (esq.) junto com o também lendário Mészöly (dir.) do Vasas nos anos 60

O Újpest dominou com mão de ferro a década de 1970, conquistando um heptacampeonato de 1969 a 1975 e um bicampeonato nas temporadas 1977-78 e 1978-79, completando 8 títulos na década e nove nesta mesma fase avassaladora. A hegemonia do Újpest só foi rompida por Ferencváros e Vasas, uma vez cada.
Em 1982, o Győr voltou a ganhar o campeonato, após quase vinte anos de seu então único triunfo. A equipe repetiria o feito no ano seguinte, em 1983. Entretanto, a década de 1980 foi dominada pelo Honvéd, que teve seu segundo auge nos anos 80, adicionando mais cinco títulos a seu palmarés.
Devido ao colapso do comunismo, os clubes de futebol húngaros perderam o apoio do estado. Portanto, muitos clubes enfrentaram problemas financeiros cujos efeitos estão presentes até hoje no futebol magiar. No entanto, os anos 90 ainda foram dominados pelos clubes "tradicionais" do campeonato como Ferencváros, MTK e Újpest. O Ferencváros sempre terminou entre os três primeiros, com exceção da temporada de 1993-94, quando ficou em quarto. Os problemas financeiros afetaram também o desempenho dos clubes fora da liga nacional. Os clubes húngaros não conseguiam competir com os seus homólogos europeus. Além disso, a Lei Bosman também teve um impacto profundo na liga húngara. Como os grandes clubes europeus podiam investir muito dinheiro no futebol, os clubes do bloco oriental ficaram restritos a se valer apenas de nacionais de origem.
Nos anos 2000, novos clubes se tornaram campeões, principalmente da zona rural da Hungria. Na temporada 2001-02, o Zalaegerszeg, treinado por Péter Bozsik, filho do grande meio-campista József Bozsik da Seleção dos anos 50, levou o caneco para casa. O Debrecen venceu o campeonato húngaro em 2004-05, 2005-06, 2006-07, 2008-09 e 2009-10. Em 2007-08, o MTK conseguiu dar sua 23ª e, até o momento, última volta olímpica.
O domínio dos clubes do interior continuou pelos anos 2010. Nas temporadas 2010-11, 2014-15 e 2017-18, o Videoton de Székesfehérvár levantou a taça. O Győr em 2012-13 e o Debrecen em 2011-12 e 2013-14 voltaram a triunfar na Liga húngara. Os clubes do interior não reinam soberanos na década porque Honvéd (2016-17) e Ferencváros (2015-16 e 2018-19) também se sagraram campeões nacionais.

## Formato
Para a temporada 2019–20, 12 clubes disputam a primeira divisão, que jogam um contra o outro três vezes, para um total de 33 partidas cada. Os clubes que terminam nas duas últimas posições são rebaixados.
| Temporada              | Número de times |
| ---------------------- | --------------- |
| de 1901 a 1902         | 5 times         |
| in 1903                | 8 times         |
| de 1904 a 1905         | 9 times         |
| em 1906-07             | 8 times         |
| de 1907-08 a 1909-10   | 9 times         |
| de 1910-11 a 1913-14   | 10 times        |
| de 1916-17 a 1918-19   | 12 times        |
| em 1919-20             | 15 times        |
| em 1920-21             | 13 times        |
| de 1921-22 a 1925-26   | 12 times        |
| em 1926-27             | 10 times        |
| de 1927-28 a 1934-35   | 12 times        |
| de 1935-36 a 1940-41   | 14 times        |
| de 1941-42 a 1943–44   | 16 times        |
| em 1945                | 28 times        |
| em 1946-47             | 16 times        |
| em 1947–48             | 17 times        |
| de 1948-49 a 1950      | 16 times        |
| de 1951 a 1955         | 14 times        |
| em 1957                | 12 times        |
| de 1957-58 a 1966      | 14 times        |
| de 1967 a 1973-74      | 16 times        |
| em 1974-75             | 15 times        |
| em 1975-76             | 16 times        |
| de 1976-77 a 1981-82   | 18 times        |
| de 1982-83 a 1995-96   | 16 times        |
| de 1996-97 a 1999-00   | 18 times        |
| em 2000-01             | 16 times        |
| de 2001-02 a 2003-04   | 12 times        |
| dd 2004-05 a 2014-15   | 16 times        |
| de 2015–16 ao presente | 12 times        |

## Desempenho por Clube
| #    | Ano     | Campeão                                   | Vice-campeão                              | Terceiro colocado                         | Artilheiro                                             | G.                                        |
| ---- | ------- | ----------------------------------------- | ----------------------------------------- | ----------------------------------------- | ------------------------------------------------------ | ----------------------------------------- |
| 1.   | 1901    | Budapesti Torna Club                      | Magyar Úszó Egylet                        | Ferencváros                               | Manno (Budapesti Torna Club)                           | 17                                        |
| 2.   | 1902    | Budapesti Torna Club (2)                  | Ferencváros                               | 33 FC                                     | Manno (2) (Budapesti Torna Club)                       | 10                                        |
| 3.   | 1903    | Ferencváros                               | Budapesti Torna Club                      | MTK Budapest                              | Károly (MTK Budapest)                                  | 15                                        |
| 4.   | 1904    | MTK Budapest                              | Ferencváros                               | Budapesti Torna Club                      | Pokorny (Ferencváros)                                  | 12                                        |
| 5.   | 1905    | Ferencváros (2)                           | Postás                                    | MTK Budapest                              | Károly (2) (MTK Budapest)                              | 13                                        |
| 6.   | 1906–07 | Ferencváros (3)                           | Magyar Atlétikai Club                     | MTK Budapest                              | Kelemen (Magyar Atlétikai Club)                        | 21                                        |
| 7.   | 1907–08 | MTK Budapest (2)                          | Ferencváros                               | Magyar Atlétikai Club                     | Vangel (Magyar Atlétikai Club)                         | 21                                        |
| 8.   | 1908–09 | Ferencváros (4)                           | Magyar Atlétikai Club                     | Budapesti Torna Club                      | Schlosser (Ferencváros)                                | 30                                        |
| 9.   | 1909–10 | Ferencváros (5)                           | MTK Budapest                              | Nemzeti Sport Club                        | Schlosser (2) (Ferencváros)                            | 18                                        |
| 10.  | 1910–11 | Ferencváros (6)                           | MTK Budapest                              | Törekvés                                  | Schlosser (3) (Ferencváros)                            | 38                                        |
| 11.  | 1911–12 | Ferencváros (7)                           | MTK Budapest                              | Budapesti Atlétikai Klub                  | Schlosser (4) (Ferencváros)                            | 34                                        |
| 12.  | 1912–13 | Ferencváros (8)                           | MTK Budapest                              | Budapesti Torna Club                      | Schlosser (5) (Ferencváros)                            | 33                                        |
| 13.  | 1913–14 | MTK Budapest (3)                          | Ferencváros                               | Törekvés                                  | Schlosser (6) (Ferencváros)                            | 21                                        |
| —    | 1915    | Liga Suspensa, Primeira Guerra Mundial.   | Liga Suspensa, Primeira Guerra Mundial.   | Liga Suspensa, Primeira Guerra Mundial.   | Liga Suspensa, Primeira Guerra Mundial.                | Liga Suspensa, Primeira Guerra Mundial.   |
| —    | 1916    | Liga Suspensa, Primeira Guerra Mundial.   | Liga Suspensa, Primeira Guerra Mundial.   | Liga Suspensa, Primeira Guerra Mundial.   | Liga Suspensa, Primeira Guerra Mundial.                | Liga Suspensa, Primeira Guerra Mundial.   |
| 14.  | 1916–17 | MTK Budapest (4)                          | Törekvés                                  | Újpest                                    | Schlosser (7) (MTK Budapest)                           | 38                                        |
| 15.  | 1917–18 | MTK Budapest (5)                          | Ferencváros                               | Törekvés                                  | Schaffer (MTK Budapest)                                | 46                                        |
| 16.  | 1918–19 | MTK Budapest (6)                          | Ferencváros                               | Újpest                                    | Schaffer (2) (MTK Budapest)                            | 41                                        |
| 17.  | 1919–20 | MTK Budapest (7)                          | Budapest Honvéd                           | Ferencváros                               | Orth (MTK Budapest)                                    | 28                                        |
| 18.  | 1920–21 | MTK Budapest (8)                          | Újpest                                    | Ferencváros                               | Orth (2) (MTK Budapest)                                | 21                                        |
| 19.  | 1921–22 | MTK Budapest (9)                          | Ferencváros                               | Újpest                                    | Orth (3) (MTK Budapest)                                | 26                                        |
| 20.  | 1922–23 | MTK Budapest (10)                         | Újpest                                    | Ferencváros                               | Priboj (Újpest)                                        | 25                                        |
| 21.  | 1923–24 | MTK Budapest (11)                         | Ferencváros                               | Újpest                                    | Jeszmás (Újpest)                                       | 15                                        |
| 22.  | 1924–25 | MTK Budapest (12)                         | Ferencváros                               | Vasas                                     | Molnár (MTK Budapest)                                  | 21                                        |
| 23.  | 1925–26 | Ferencváros (9)                           | MTK Budapest                              | Vasas                                     | Takács (Vasas)                                         | 29                                        |
| 24.  | 1926–27 | Ferencváros (10)                          | Újpest                                    | MTK Budapest                              | Horváth (Ferencváros)                                  | 14                                        |
| 25.  | 1927–28 | Ferencváros (11)                          | MTK Budapest                              | Újpest                                    | Takács (2) (Ferencváros)                               | 31                                        |
| 26.  | 1928–29 | MTK Budapest (13)                         | Ferencváros                               | Újpest                                    | Takács (3) (Ferencváros)                               | 41                                        |
| 27.  | 1929–30 | Újpest                                    | Ferencváros                               | MTK Budapest                              | Takács (4) (Ferencváros)                               | 40                                        |
| 28.  | 1930–31 | Újpest (2)                                | MTK Budapest                              | Ferencváros                               | Vincze (Bocskai)                                       | 20                                        |
| 29.  | 1931–32 | Ferencváros (12)                          | Újpest                                    | MTK Budapest                              | Takács (5) (Ferencváros)                               | 42                                        |
| 30.  | 1932–33 | Újpest (3)                                | MTK Budapest                              | Ferencváros                               | Jávor (Újpest)                                         | 31                                        |
| 31.  | 1933–34 | Ferencváros (13)                          | Újpest                                    | Bocskai                                   | Toldi (Ferencváros)                                    | 27                                        |
| 32.  | 1934–35 | Újpest (4)                                | Ferencváros                               | MTK Budapest                              | Cseh (MTK Budapest)                                    | 23                                        |
| 33.  | 1935–36 | MTK Budapest (14)                         | Újpest                                    | Ferencváros                               | Sárosi (Ferencváros)                                   | 36                                        |
| 34.  | 1936–37 | MTK Budapest (15)                         | Ferencváros                               | Újpest                                    | Cseh (2) (MTK Budapest)                                | 36                                        |
| 35.  | 1937–38 | Ferencváros (14)                          | Újpest                                    | MTK Budapest                              | Zsengellér (Újpest)                                    | 31                                        |
| 36.  | 1938–39 | Újpest (5)                                | Ferencváros                               | MTK Budapest                              | Zsengellér (2) (Újpest)                                | 56                                        |
| 37.  | 1939–40 | Ferencváros (15)                          | MTK Budapest                              | Újpest                                    | Sárosi (2) (Ferencváros)                               | 23                                        |
| 38.  | 1940–41 | Ferencváros (16)                          | Újpest                                    | Szeged                                    | Sárosi (3) (Ferencváros)                               | 29                                        |
| 39.  | 1941–42 | Csepel                                    | Újpest                                    | Szolnok                                   | Kalmár (Szeged)                                        | 35                                        |
| 40.  | 1942–43 | Csepel (2)                                | Nagyvárad                                 | Ferencváros                               | Zsengellér (3) (Újpest) / Jenőfi (Vasas)               | 26                                        |
| 41.  | 1943–44 | Nagyvárad                                 | Ferencváros                               | Kolozsvár                                 | Zsengellér (4) (Újpest)                                | 33                                        |
| 42.  | 1945    | Újpest (6)                                | Ferencváros                               | Csepel                                    | Zsengellér (5) (Újpest)                                | 36                                        |
| 43.  | 1945–46 | Újpest (7)                                | Vasas                                     | Csepel                                    | Deák (Szentlőrinc)                                     | 66                                        |
| 44.  | 1946–47 | Újpest (8)                                | Budapest Honvéd                           | Vasas                                     | Deák (2) (Szentlőrinc)                                 | 48                                        |
| 45.  | 1947–48 | Csepel (3)                                | Vasas                                     | MTK Budapest                              | Puskás (Budapest Honvéd)                               | 50                                        |
| 46.  | 1948–49 | Ferencváros (17)                          | MTK Budapest                              | Budapest Honvéd                           | Deák (3) (Ferencváros)                                 | 59                                        |
| 47.  | 1949–50 | Budapest Honvéd                           | Ferencváros                               | MTK Budapest                              | Puskás (2) (Budapest Honvéd)                           | 31                                        |
| 48.  | 1950    | Budapest Honvéd (2)                       | MTK Budapest                              | Újpest                                    | Puskás (3) (Budapest Honvéd)                           | 25                                        |
| 49.  | 1951    | MTK Budapest (16)                         | Budapest Honvéd                           | Újpest                                    | Kocsis (Budapest Honvéd)                               | 30                                        |
| 50.  | 1952    | Budapest Honvéd (3)                       | MTK Budapest                              | Újpest                                    | Kocsis (2) (Budapest Honvéd)                           | 36                                        |
| 51.  | 1953    | MTK Budapest (17)                         | Budapest Honvéd                           | Vasas                                     | Puskás (4) (Budapest Honvéd)                           | 27                                        |
| 52.  | 1954    | Budapest Honvéd (4)                       | MTK Budapest                              | Ferencváros                               | Kocsis (3) (Budapest Honvéd)                           | 33                                        |
| 53.  | 1955    | Budapest Honvéd (5)                       | MTK Budapest                              | Ferencváros                               | Czibor (Budapest Honvéd) / Machos (Budapest Honvéd)    | 20                                        |
| —    | 1956    | Liga Suspensa, Revolução Húngara de 1956. | Liga Suspensa, Revolução Húngara de 1956. | Liga Suspensa, Revolução Húngara de 1956. | Liga Suspensa, Revolução Húngara de 1956.              | Liga Suspensa, Revolução Húngara de 1956. |
| 54.  | 1957    | Vasas                                     | MTK Budapest                              | Újpest                                    | Szilágyi (Vasas)                                       | 17                                        |
| 55.  | 1957–58 | MTK Budapest (18)                         | Budapest Honvéd                           | Ferencváros                               | Friedmanszky (Ferencváros) / Molnár (MTK Budapest)     | 16                                        |
| 56.  | 1958–59 | Csepel (4)                                | MTK Budapest                              | Budapest Honvéd                           | Kisuczky (Csepel) / Monostori (Dorog) / Tichy (Honvéd) | 15                                        |
| 57.  | 1959–60 | Újpest (9)                                | Ferencváros                               | Vasas                                     | Albert (Ferencváros)                                   | 27                                        |
| 58.  | 1960–61 | Vasas (2)                                 | Újpest                                    | MTK Budapest                              | Albert (2) (Ferencváros) / Tichy (2) (Budapest Honvéd) | 21                                        |
| 59.  | 1961–62 | Vasas (3)                                 | Újpest                                    | Ferencváros                               | Tichy (3) (Budapest Honvéd)                            | 23                                        |
| 60.  | 1962–63 | Ferencváros (18)                          | MTK Budapest                              | Újpest                                    | Bene (Újpest)                                          | 23                                        |
| 61.  | 1963    | Győr                                      | Budapest Honvéd                           | Ferencváros                               | Tichy (4) (Budapest Honvéd)                            | 13                                        |
| 62.  | 1964    | Ferencváros (19)                          | Budapest Honvéd                           | Tatabánya                                 | Tichy (5) (Budapest Honvéd)                            | 28                                        |
| 63.  | 1965    | Vasas (4)                                 | Ferencváros                               | Újpest                                    | Albert (3) (Ferencváros)                               | 27                                        |
| 64.  | 1966    | Vasas (5)                                 | Ferencváros                               | Tatabánya                                 | Farkas (Vasas)                                         | 25                                        |
| 65.  | 1967    | Ferencváros (20)                          | Újpest                                    | Győr                                      | Dunai (Újpest)                                         | 36                                        |
| 66.  | 1968    | Ferencváros (21)                          | Újpest                                    | Vasas                                     | Dunai (2) (Újpest)                                     | 31                                        |
| 67.  | 1969    | Újpest (10)                               | Budapest Honvéd                           | Ferencváros                               | Bene (2) (Újpest)                                      | 27                                        |
| 68.  | 1970    | Újpest (11)                               | Ferencváros                               | Budapest Honvéd                           | Dunai (3) (Újpest)                                     | 14                                        |
| 69.  | 1970–71 | Újpest (12)                               | Ferencváros                               | Vasas                                     | Kozma (Budapest Honvéd)                                | 25                                        |
| 70.  | 1971–72 | Újpest (13)                               | Budapest Honvéd                           | Salgótarján                               | Bene (3) (Újpest)                                      | 29                                        |
| 71.  | 1972–73 | Újpest (14)                               | Ferencváros                               | Vasas                                     | Bene (4) (Újpest)                                      | 23                                        |
| 72.  | 1973–74 | Újpest (15)                               | Ferencváros                               | Győr                                      | Kozma (2) (Budapest Honvéd)                            | 27                                        |
| 73.  | 1974–75 | Újpest (16)                               | Budapest Honvéd                           | Ferencváros                               | Kozma (3) (Budapest Honvéd) / Bene (5) (Újpest)        | 20                                        |
| 74.  | 1975–76 | Ferencváros (22)                          | Videoton                                  | Újpest                                    | Farkas (Újpest)                                        | 19                                        |
| 75.  | 1976–77 | Vasas (6)                                 | Újpest                                    | Ferencváros                               | Várady (Vasas)                                         | 36                                        |
| 76.  | 1977–78 | Újpest (17)                               | Budapest Honvéd                           | MTK Budapest                              | Farkas (2) (Újpest)                                    | 24                                        |
| 77.  | 1978–79 | Újpest (18)                               | Ferencváros                               | Diósgyőr                                  | Fekete (Újpest)                                        | 31                                        |
| 78.  | 1979–80 | Budapest Honvéd (6)                       | Újpest                                    | Vasas                                     | Fekete (2) (Újpest)                                    | 36                                        |
| 79.  | 1980–81 | Ferencváros (23)                          | Tatabánya                                 | Vasas                                     | Nyilasi (Ferencváros)                                  | 30                                        |
| 80.  | 1981–82 | Győr (2)                                  | Ferencváros                               | Tatabánya                                 | Hannich (Győr)                                         | 22                                        |
| 81.  | 1982–83 | Győr (3)                                  | Ferencváros                               | Budapest Honvéd                           | Dobány (Pécs / Szombathely)                            | 23                                        |
| 82.  | 1983–84 | Budapest Honvéd (7)                       | Győr                                      | Videoton                                  | Szabó (Videoton)                                       | 19                                        |
| 83.  | 1984–85 | Budapest Honvéd (8)                       | Győr                                      | Videoton                                  | Détári (Budapest Honvéd) / Kiprich (Tatabánya)         | 18                                        |
| 84.  | 1985–86 | Budapest Honvéd (9)                       | Pécs                                      | Győr                                      | Détári (2) (Budapest Honvéd)                           | 27                                        |
| 85.  | 1986–87 | MTK Budapest (19)                         | Újpest                                    | Tatabánya                                 | Détári (3) (Budapest Honvéd)                           | 19                                        |
| 86.  | 1987–88 | Budapest Honvéd (10)                      | Tatabánya                                 | Újpest                                    | Melis (Debrecen)                                       | 19                                        |
| 87.  | 1988–89 | Budapest Honvéd (11)                      | Ferencváros                               | MTK Budapest                              | Petres (Videoton)                                      | 19                                        |
| 88.  | 1989–90 | Újpest (19)                               | MTK Budapest                              | Ferencváros                               | Dzurják (Ferencváros)                                  | 18                                        |
| 89.  | 1990–91 | Budapest Honvéd (12)                      | Ferencváros                               | Pécs                                      | Gregor (Budapest Honvéd)                               | 19                                        |
| 90.  | 1991–92 | Ferencváros (24)                          | Vác                                       | Budapest Honvéd                           | Fischer (Siófok) / Orosz (Vác)                         | 16                                        |
| 91.  | 1992–93 | Budapest Honvéd (13)                      | Vác                                       | Ferencváros                               | Répási (Vác)                                           | 16                                        |
| 92.  | 1993–94 | Vác                                       | Budapest Honvéd                           | Békéscsaba                                | Illés ( Budapest Honvéd)                               | 17                                        |
| 93.  | 1994–95 | Ferencváros (25)                          | Újpest                                    | Debrecen                                  | Preisinger (Zalaegerszeg)                              | 21                                        |
| 94.  | 1995–96 | Ferencváros (26)                          | Budapesti Vasutas                         | Újpest                                    | Nichenko (Stadler FC / Ferencváros)                    | 18                                        |
| 95.  | 1996–97 | MTK Budapest (20)                         | Újpest                                    | Ferencváros                               | Illés (2) (MTK Budapest)                               | 23                                        |
| 96.  | 1997–98 | Újpest (20)                               | Ferencváros                               | Vasas                                     | Tiber (Gázszer)                                        | 20                                        |
| 97.  | 1998–99 | MTK Budapest (21)                         | Ferencváros                               | Újpest                                    | Illés (3) (MTK Budapest)                               | 22                                        |
| 98.  | 1999–00 | Dunaújváros                               | MTK Budapest                              | Vasas                                     | Tököli (Dunaújváros)                                   | 22                                        |
| 99.  | 2000–01 | Ferencváros (27)                          | Dunaújváros                               | Vasas                                     | Kabát (Vasas)                                          | 24                                        |
| 100. | 2001–02 | Zalaegerszeg                              | Ferencváros                               | MTK Budapest                              | Tököli (2) (Dunaújváros)                               | 28                                        |
| 101. | 2002–03 | MTK Budapest (22)                         | Ferencváros                               | Debrecen                                  | Kenesei (Zalaegerszeg)                                 | 23                                        |
| 102. | 2003–04 | Ferencváros (28)                          | Újpest                                    | Debrecen                                  | Tóth (Sopron)                                          | 17                                        |
| 103. | 2004–05 | Debrecen                                  | Ferencváros                               | MTK Budapest                              | Medved (Pápa)                                          | 18                                        |
| 104. | 2005–06 | Debrecen (2)                              | Újpest                                    | Videoton                                  | Rajczi (Újpest)                                        | 23                                        |
| 105. | 2006–07 | Debrecen (3)                              | MTK Budapest                              | Zalaegerszeg                              | Sidibe (Debrecen) / Bajzát (Győr)                      | 18                                        |
| 106. | 2007–08 | MTK Budapest (23)                         | Debrecen                                  | Győr                                      | Waltner (Zalaegerszeg)                                 | 18                                        |
| 107. | 2008–09 | Debrecen (4)                              | Újpest                                    | Szombathely                               | Bajzát (2) (Győr)                                      | 20                                        |
| 108. | 2009–10 | Debrecen (5)                              | Videoton                                  | Győr                                      | Nikolić (Videoton)                                     | 18                                        |
| 109. | 2010–11 | Videoton                                  | Paks                                      | Ferencváros                               | Alves (Videoton)                                       | 24                                        |
| 110. | 2011–12 | Debrecen (6)                              | Videoton                                  | Győr¹                                     | Coulibaly (Debrecen)                                   | 20                                        |
| 111. | 2012–13 | Győr (4)                                  | Videoton                                  | Budapest Honvéd                           | Coulibaly (2) (Debrecen)                               | 18                                        |
| 112. | 2013–14 | Debrecen (7)                              | Győr                                      | Ferencváros                               | Nikolić² (2) (Videoton) / Simon (Paks)                 | 21                                        |
| 113. | 2014–15 | Videoton (2)                              | Ferencváros                               | MTK Budapest                              | Nikolić² (3) (Videoton)                                | 21                                        |
| 114. | 2015–16 | Ferencváros (29)                          | Videoton                                  | Debrecen                                  | Böde (Ferencváros)                                     | 17                                        |
| 115. | 2016–17 | Budapest Honvéd (14)                      | Videoton                                  | Vasas                                     | Eppel (Budapest Honvéd)                                | 16                                        |
| 116. | 2017–18 | Videoton (3)                              | Ferencváros                               | Újpest                                    | Lanzafame (Budapest Honvéd)                            | 18                                        |
| 117. | 2018–19 | Ferencváros (30)                          | Videoton                                  | Debrecen                                  | Holender (Budapest Honvéd)                             | 16                                        |
| 118. | 2019–20 | Ferencváros (31)                          | Fehérvár                                  | Puskás Akadémia                           | András Radó (Zalaegerszeg)                             | 13                                        |
| 119. | 2020–21 | Ferencváros (32)                          | Puskás Akadémia                           | Fehérvár                                  | Janos Hahn (Paks)                                      | 22                                        |
| 120. | 2021–22 | Ferencváros (33)                          | Kisvárda                                  | Puskás Akadémia                           | Martin Adam (Paks)                                     | 31                                        |

- Nota 1: O Győr acabou no top 3 do Campeonato Húngaro de 2011–12, mas não foi elegível para entrar na 2012–13 UEFA Champions League nem a UEFA Europa League devido a ter sido suspenso de participar em competições da UEFA para a primeira temporada, qualifica-se entre as temporadas 2011-12 e 2013-14 em relação à violações do licenciamento do clube.[4] Como resultado, o time da quarta colocação da liga terá um dos lugares da Liga Europa da Hungria na primeira rodada de classificação.
- Nota 2: Em 28 de janeiro de 2011, Nikolić obteve a cidadania húngara. András Palkovics, prefeito de Székesfehérvár, disse que "sabemos sobre ele, que ele conhece o país, fala a língua e tem grandes planos com Videoton para este ano". Nikolić disse que "sabia que não seria fácil obter cidadania húngara, mas esperava que, devido ao fato de minha mãe ser húngara, seria mais fácil, mas acabou por ser um pouco mais difícil".[5]

## Maiores artilheiros
| #   | Nome             | Período   | Clubes                                         | Gols | Jogos | Média |
| --- | ---------------- | --------- | ---------------------------------------------- | ---- | ----- | ----- |
| 1.  | Imre Schlosser   | 1906–1928 | Ferencváros, MTK Budapest, 33 FC               | 418  | 301   | 1,38  |
| 2.  | Ferenc Szusza    | 1940–1961 | Újpest                                         | 393  | 462   | 0,85  |
| 3.  | Gyula Zsengellér | 1935–1947 | Salgótarjáni BTC, Újpest                       | 387  | 325   | 1,22  |
| 4.  | József Takács    | 1920–1940 | Vasas, Ferencváros, Erszébet, Szürketaxi FC    | 371  | 348   | 1,06  |
| 5.  | Ferenc Puskás    | 1943–1956 | Kispest-Honvéd                                 | 367  | 331   | 1,10  |
| 6.  | György Sárosi    | 1931–1948 | Ferencváros                                    | 366  | 371   | 0,98  |
| 7.  | Gyula Szilágyi   | 1943–1960 | Debrecen, Vasas                                | 313  | 390   | 0,80  |
| 8.  | Ferenc Deák      | 1944–1954 | Szentlőrinc, Ferencváros, Újpest               | 311  | 238   | 1,30  |
| 9.  | Ferenc Bene      | 1960–1978 | Újpest                                         | 309  | 418   | 0,73  |
| 10. | Géza Toldi       | 1928–1946 | Ferencváros, Gamma-Budatok, Szegedi AK, MADISZ | 291  | 324   | 0,89  |
| 11  | Nandor Hidegkuti | 1942–1958 | MTK-Hungaria                                   | 267  | 381   | 0,71  |
| 12. | Flórián Albert   | 1959–1974 | Ferencváros                                    | 256  | 351   | 0,73  |